# Coronarctus stylisetus
Coronarctus stylisetus är en djurart som tillhör fylumet trögkrypare, och som beskrevs av Jeanne Renaud-Mornant 1987. Coronarctus stylisetus ingår i släktet Coronarctus och familjen Coronarctidae. Inga underarter finns listade i Catalogue of Life.